# Max Müller (Mathematiker)
Friedrich Wilhelm Max Müller (* 9. Mai 1901 in Mannheim; † 3. November 1968 in Tübingen) war ein deutscher Mathematiker.
Nach dem Abitur 1919 am Realgymnasium in Mannheim studierte er an der Universität Heidelberg Mathematik mit der Promotion 1927 bei Heinrich Liebmann (Über das Fundamentaltheorem in der Theorie der gewöhnlichen Differentialgleichungen, erschienen in Mathematische Zeitschrift, Band 26, 1927, S. 619–645). Im selben Jahr folgte das wissenschaftliche Lehramts-Staatsexamen. Ab 1925 war er wissenschaftlicher Assistent in Heidelberg und nach der Habilitation ab 1928 Privatdozent. Er wurde 1938 außerordentlicher Professor an der Universität Tübingen, an der er 1961 bis 1968 ordentlicher Professor war. Außerdem hatte er 1942 bis 1945 einen Lehrauftrag an der Universität Heidelberg.
Er befasste sich mit Analysis (Differentialgleichungen).
1934 bis 1945 war er Schriftleiter der Mathematisch-Naturwissenschaftlichen Klasse der Heidelberger Akademie der Wissenschaften.
Zu seinen Doktoranden zählt Hartmut Ehlich (Prof. Ruhr-Universität Bochum).